# Psohlavci
Psohlavci je historický román Aloise Jiráska. Román vznikl v letech 1883–1884 a nejdříve vycházel v roce 1884 na pokračování v časopise Květy, knižně poprvé v roce 1886. Za Jiráskova života vyšel tento román osmadvacetkrát. Dialogy v románu jsou psány chodským nářečím. Hlavními postavami jsou tři Chodové – Jan Sladký Kozina, Kryštof Hrubý a Matěj Přibek.
Název románu „Psohlavci“ odkazuje na přezdívku Chodů vzniklou ze středověké nadávky („exotická obluda“), která teprve v tomto románu nabývá nádechu statečnosti.

## Děj
Děj románu se odehrává koncem 17. století nedlouho po Bílé hoře. Hlavním motivem je zpracování legendy o vůdci Chodů Janu Kozinovi. Chodové byla skupina obyvatel, kteří měli za úkol střežit hranici mezi Čechami a Bavorskem. Tito lidé byli přímými poddanými českého krále a za své služby se těšili mnohým privilegiím a výsadám, které je sociálně vydělovaly z okolního obyvatelstva.
Po třicetileté válce Chodové o svá práva přišli a jejich pozemky byly prodány Lomikarovi. Chodové samozřejmě nechtěli přijít o svá privilegia, ale jejich stížnosti ve Vídni a v Praze nebyly vyslyšeny. Proto začali organizovat povstání proti vrchnosti. Nejvýraznější postavou odboje byl Jan Sladký Kozina. Povstání však bylo potlačeno a Kozina odsouzen k popravě oběšením. Exekuce byla vykonána v Plzni 28. listopadu 1695.
Podle Jiráska zvolal Kozina před popravou mocným hlasem: „Lomikare! Lomikare! Do roka budeme spolu stát před súdnú stolicí boží, hin se hukáže, hdo z nás...“ (První písemná zmínka o této větě pochází až z r. 1799, je tedy nepravděpodobné, že by se jednalo o skutečný výrok.) Lomikar skutečně po roce zemřel na mrtvici[nepřesný odkaz], podle románu ve chvíli, kdy se na hostině posmíval Kozinovým prorockým slovům. Byl pohřben v kryptě kostela v Klenčí pod Čerchovem a jeho hrob byl v průběhu staletí několikrát vypleněn.
Historickým předobrazem Lomikara byl Wolf Maxmilián Lammingern z Albenreuthu. Historické je i chodské povstání a spor o dřívější privilegia, když Domažlice a okolní obce ztratily zvláštní důvěru panovníka poté, co se přidaly na stranu stavovského povstání.

## Jevištní adaptace
Brzo po napsání románu se objevují jeho úpravy pro jeviště. Jedna z prvních dramatizací vznikla a byla publikována v Americe již v roce 1897. Autorem další dramatizace byl J. B. Kühnl a tuto hru uvedlo dne 2. 4. 1899 Švandovo divadlo; Alois Jirásek však protestoval a soudně zakročil. Teprve dramatizaci Antonína Fencla z roku 1920 Jirásek schválil. Nic však nenamítal proti opernímu zpracování svého díla.
Podle románu napsali libretista Karel Šípek a skladatel Karel Kovařovic stejnojmennou operu (premiéra v Národním divadle roku 1898). V souvislosti s přípravou uvedení této opery v Plzni v roce 1902 požadoval tehdejší předseda „garderobní komise“ divadla, aby Kozinův svatební kabát byl modrý s vyšíváním, nikoliv bílý, jak obhajoval ředitel divadla Vendelín Budil, který hru předtím inscenoval již v sezóně 1898–1899, jednou dokonce za pohostinského hostování tenora Národního divadla Bohumila Ptáka, který si přivezl ze šatny ND kabát bílý. Vendelín Budil, vědom si toho, že je v právu, požádal o dobrozdání nakonec samotného Aloise Jiráska, který mu odpověděl dopisem:
| „               | V Hronově 20. července 1902. Velectěný pane! S p r á v n ě jest, že Kozina (v Národním divadle) v opeře Kovařovicově vystupuje v bílém, šerkovém županu. Správně jej kreslí M. Aleš. Modrý, vyšívaný kabát je z doby pozdější, takových Chodové v 17. století nenosili. Račte tedy nechati vesměs bílé kabáty či župany. Modré se do doby Kozinovy nehodí. Přeje nejlepšího zdaru, poroučím se a jsem v upřímné úctě Váš oddaný | “ |
| — Alois Jirásek | |   |

## Filmová adaptace
- Psohlavci – československý historický film režiséra Svatopluka Innemanna z roku 1931.
- Psohlavci – československý historický film režiséra Martina Friče z roku 1955.
- Psohlavci – televizní inscenace opery režiséra Milana Macků z roku 1985.

## Překlady
- Bohuš Pavel Alois Lepař přeložil román do němčiny pod názvem Chodische Freiheitskämpfer.[9]
- Olav Rytter přeložil román do norštiny (nynorsk) pod názvem Stormtid, vydalo Det Norske Samlaget v Oslo, 1930.
- Psohlavci patří k nejpřekládanějším dílům Al. Jiráska. Knižní vydání: bulharsky (Pesoglavci, 1951), čínsky (1958), francouzsky (Les Têtes-de-chien, 1923), gruzínsky (1959), hebrejsky (1959), chorvatsky (Pasoglavci, 1906, 1929), lotyšsky (1962), maďarsky (A kutyafejüek, 1951, 1962, 1977), moldavsky (Kapete de kyn', 1977), německy (Chodische Freiheitskämpfer, 1904; Die Hundsköpfe, 1952, 1962, 1985), norsky (Stormtid, 1930), polsky (Psiogłowcy nebo Psogłowcy, 1902, 1948, 1953), rumunsky (Capete de câini, 1950, 1953), rusky (Psoglavcy, 1902, 1911, 1945, 1955, 1957, 1983), slovensky (1951, 1955, 1957, 1960, 1971, 1978), slovinsky (Pasjeglavci, 1906), srbochorvatsky (Psoglavci, 1953), švédsky (1929), ukrajinsky (Pesyholovci, 1930,1949).[10]